# Instituto Nacional del Hielo Continental Patagónico
El Instituto Nacional del Hielo Continental Patagónico (INHCP) es una institución estatal argentina que desarrolla y difunde actividades de investigación científica en las regiones cubiertas por glaciares situadas en la provincia de Santa Cruz, en la Patagonia, específicamente en el Campo de Hielo Patagónico Sur.

## Historia
En el verano de 1951-1952 tuvo lugar la Expedición Argentina al Hielo Continental. Cinco de sus 25 miembros (Mario Bertone, Emiliano Huerta, Folco Doro, Antonio Ruiz Beramendi y Arrigo Bianchi) lograron el primer cruce transversal completo del campo de hielo. A su regreso el presidente Juan Domingo Perón les dijo «muchachos, ahora hay que crear un instituto oficial». De esta forma el 23 de mayo de 1952 fue fundado el Instituto Nacional del Hielo Continental Patagónico. Mario Bertone fue su primer coordinador. Entre 1946 y 1997, Bertone estuvo presente un mínimo de cuatro meses por año en el campo de hielo, con la sola excepción de 1955, porque participó de una expedición en el Himalaya. El INHCP realizó relevamientos aerofotogramétricos y estudios científicos de los glaciares patagónicos. En 1953 se construyeron una docena de refugios en los campos de hielo santacruceños, algunos de ellos para colaborar con el entrenamiento antártico de la Fuerza Aérea Argentina, que realizaba anevizajes sobre los glaciares, generalmente sobre el Glaciar Upsala. Estos refugios son utilizados por andinistas y científicos que transitan por el campo de hielos.

## Refugios

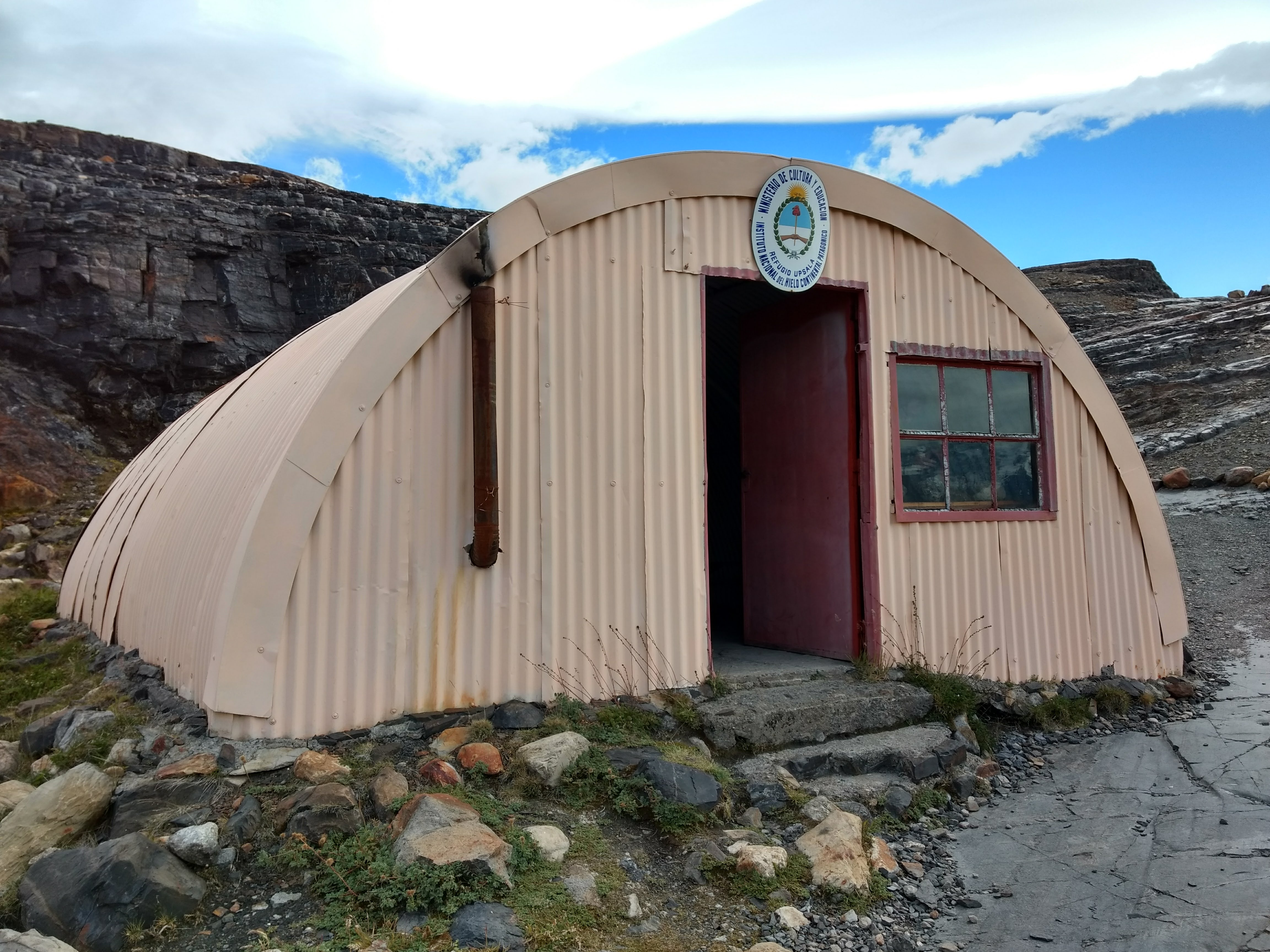
Refugio Upsala

Del INHCP dependen los siguientes refugios: 
1. Upsala: Fue el primero en ser instalado. Está ubicado sobre el lado oeste del glaciar Upsala. Es metálico de chapa zinc tipo quonset con interior de madera para mejor aislamiento térmico. Fue instalado por la Gendarmería Nacional Argentina que con un batallón de 400 efectivos construyó también el camino que lo comunica con la estancia La Cristina.[1]
2. Fuerza Aérea Argentina: instalado por la Fuerza Aérea Argentina. Está ubicado en el extremo noroeste del cerro Cristal.
3. Pascale: En la costa este de la laguna Pascale.
4. Base Cristina: Ubicado a un kilómetro de la estancia La Cristina.
5. Onelli: Ubicado en la orilla noroeste de la bahía Onelli.
6. Mayo: Entre el seno de Mayo del lago Argentino y la laguna Escondida.
7. Frías: Al sur de la laguna Frías.
8. Nunatak Viedma: Ubicado al sur del nunatak Viedma. También fue llamado "Malvinas Argentinas". Se encontraba en construcción pero al parecer fue destruido por un temporal. Cabe mencionar de que en el área donde se encuentra este refugio, el límite con Chile está pendiente de definirse.

## Actualidad

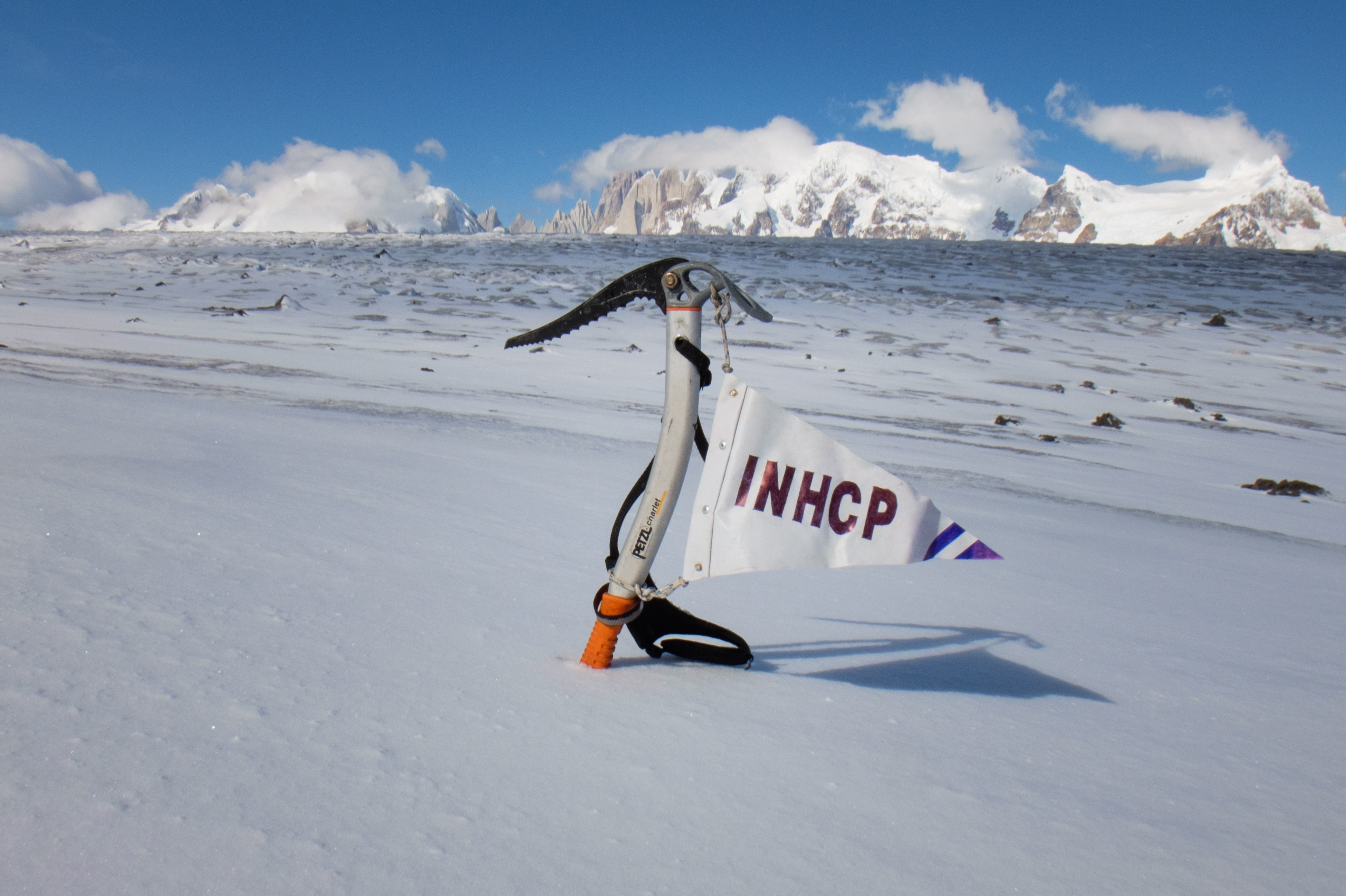
Banderín homenaje al INHCP sobre el Glaciar Viedma.

Por el Artículo 2º del Decreto 1274/96 con fecha del 7 de noviembre de 1996 el INHCP fue transferido al Ministerio de Relaciones Exteriores, Comercio Internacional y Culto desde el Ministerio de Cultura y Educación.
Se tiene previsto trasladar su sede central a El Calafate, en la Provincia de Santa Cruz, con la correspondiente puesta en valor de sus propiedades y bienes. En este marco se prevé crear el Museo del Hielo Continental y la Biblioteca del Hielo Continental. También se busca propiciar la radicación de docentes-investigadores mediante la firma de convenios y colaborar con la Secretaría de Ambiente y Desarrollo Sustentable de la Nación en la recopilación de información sobre los glaciares que se encuentran en la región del hielo continental patagónico para confeccionar el Inventario Nacional de Glaciares.

## Publicaciones
Estas son algunas de las publicaciones del INHCP:
- Mario Bertone: Aspectos glaciológicos de la zona del Hielo Continental Patagónico.
- Roman A. Pérez Moreau: Reseña botánica sobre el Lago Argentino.
- Mario Bertone: Inventario de los glaciares existentes en la vertiente Argentina.
- Víctor Hansjürgen Haar: Trabajos fotogramétricos realizados en la zona del Hielo Continental Patagónico Argentino.
- Roman A. Pérez Moreau: El Seno de Mayo del Lago Argentino.
- Ernesto A. Adam: Bioclimatología (Zona del Hielo Continental Patagónico).
- Roman A. Pérez Moreau: Bibliografía Geobotánica Patagónica.